# Karl-Maria Kinsky
Karl-Maria Kinsky (* 21. März 1955 in Baden bei Wien; † 9. April 2021) war ein österreichischer Schauspieler, Kabarettist, Autor und Sänger. Er war der Vater des gleichnamigen Autors und Sängers Karl-Maria Kinsky junior.

## Leben
Karl-Maria Kinsky wuchs in seinem Geburtsort auf, wo er auf die Hauptschule ging und nach dem Pflichtschulbesuch eine Ausbildung zum Einzelhandelskaufmann machte. Später nahm er Schauspielunterricht und legte die paritätische Bühnenreifeprüfung ab. Nach verschiedenen Jobs eröffnete er im Jahre 1982 das Lokal „Gute Stube“ in Bad Vöslau.
Mitte der 1990er Jahre begann er, Kabarett zu spielen. Bekannt wurde Kinsky unter anderem durch die Darstellung des Herrn Karl, als Interpret der „berühmtesten Qualtingerlieder“ (Bronner/Wehle), mit dem Programm Vom g’schupften Ferdl bis zum Tröpferlbad, das er mehrere Jahre gemeinsam mit Peter Fernbach und Hans Hausl (Klavier) bestritt, sowie durch seine Darstellung des „Josef Lang - K.u.K. Scharfrichter“ (Gerhard Dorfer). Seine Tätigkeit als (politischer) Kabarettist beendete Kinsky im Jahre 2000.
1998 trat er zum ersten Mal als Schauspieler auf. Kinsky war in verschiedenen TV-Produktionen, wie Medicopter, Bezirksrichterin Julia, König Otto, Liebe, Lügen, Leidenschaften oder als „Peitschenpaul“ (in der ORF-Serie Tom Turbo) zu sehen und arbeitete mit Regisseuren wie Peter W. Hochegger, Werner Boote, Rainer Hackstock und Robert Dornhelm zusammen.
Von 1995 bis 2010 gehörte Kinsky dem Ensemble des Parndorfer Kultursommers an und war dort in klassischen Rollen bei den Sommerspielen in Parndorf auf der Bühne zu sehen. Auch gehörte er zum Ensemble „Burg Forchtenstein fantastisch“, das bei den Festspielen auf der Burg Forchtenstein im Burgenland auftrat. Er arbeitete in den letzten Jahren mit dem Regisseur Bruno Max (Theater zum Fürchten) zusammen.
Kinsky gehörte seit 2010 zum Stammensemble des Stadttheaters Mödling.
Kinsky starb „nach schwerer Krankheit“ im Alter von 66 Jahren. Er hatte zwei leibliche und ein angenommenes Kind und lebte mit seiner Lebensgefährtin in Baden.